# Стюарт Голл
Стюарт Голл (англ. Stuart Hall; нар. 3 лютого 1932, Кінгстон, Ямайка — пом. 10 лютого 2014, Лондон, Велика Британія) — британський соціолог культури і масових комунікацій марксистського спрямування. Один із засновників культурології (англ. cultural studies).

## Біографія
Народився на Ямайці. У 1951 році приїхав до Бристоля, потім перебрався до Оксфорда. Працював в університеті Бірмінгема, потім — у Відкритому університеті (1979–1997). Разом з Реймондом Вільямсом, Річардом Хоггартом виступав у журналі «New Left Review».
Учасник антивоєнного руху.

## Наукова позиція і наукові інтереси
Розвивав марксистський підхід до явищ культури, спираючись на ідеї Антоніо Грамші і Луї Альтюссера. Фахівець з соціології культур протесту, масових комунікацій, популярної літератури.

## Праці
- Encoding and Decoding in the Television Discourse  (1973)
- Resistance through rituals: youth subcultures in post — war Britain  (1976, у співавторстві з Т. Джефферсоном)
- Policing the crisis: mugging, the state, and law and order  (1978)
- The hard road to renewal: Thatcherism and the crisis of the left  (1988)
- Questions of cultural identity  (1996, у співавторстві з П. Дю Гаєм)
- Critical dialogues in cultural studies  (1996, у співавторстві з Д. Морлі і ін)
- Representation: Cultural Representations and Signifying Practices  (1997)